# Paul Wigand
Paul Wigand (* 10. August 1786 in Kassel; † 4. Januar 1866 in Wetzlar) war ein deutscher Jurist und Rechtshistoriker.

## Biografie
Paul Wigand wurde als Sohn einer Theologen- und Pädagogenfamilie in Kassel geboren, besuchte dort mit dem gleichaltrigen Wilhelm Grimm das Friedericianum und studierte von 1803 an Jura und Geschichte in Marburg. Nach dem frühen Tod des Vaters brach er das Studium ab und wurde kurzzeitig Redakteur der „Kurhessischen Zeitung“ in Kassel. 1808 wurde er Friedensrichter in Höxter.
Eigentlich hatte er sich der juristischen akademischen Laufbahn widmen wollen, doch war ihm der weitere Aufstieg versperrt, da er die dritte juristische Prüfung nicht abgelegt hatte. 1815 wurde er im nunmehr preußischen Höxter als Assessor am Land- und Stadtgericht angestellt.
Hier drang er immer tiefer in das Gebiet der Archivarbeit und Urkundenforschung ein, bis er schließlich dem preußischen Staatsminister von Hardenberg Vorschläge zur Rettung und Aufbewahrung bedrohter Urkundenbestände machte.
Er ordnete nebenberuflich zahlreiche Archive der Umgebung von Höxter und wertete diese von ihm erschlossenen Quellen in historischen Veröffentlichungen aus. 1824 war Wigand maßgebend beteiligt an der Gründung des Vereins für Geschichte und Alterthumskunde Westfalens. Für das preußische Westfalen wurde Paul Wigand der Begründer der landesgeschichtlichen Forschung, namentlich auf dem Gebiet der Rechts- und Verfassungsgeschichte.
Nicht nur auf wissenschaftlichem Gebiet war Wigand ein äußerst fruchtbarer Schriftsteller. Vom schwärmerischen Naturgedicht bis zum Andreas-Hofer-Drama ließ er kaum eine Gattung aus. Er schrieb „Kriegslieder der Deutschen“, ein „Handbuch für Friedensrichter“, eine „Geschichte der mittelalterlichen Femegerichte Westfalens“ sowie den Führer „Wetzlar und das Lahntal“.
Wigands Freundschaft mit Wilhelm und Jacob Grimm, denen er 1837 nach deren Vertreibung von der Universität Göttingen als Mitglieder der „Göttinger Sieben“ gar Asyl in Wetzlar anbot, schlug sich nieder in einem ab 1802 erhaltenen Briefwechsel. Über vierhundert Briefe sind zwischen den Brüdern Grimm und Paul Wigand gewechselt worden; die zweihundertzweiundzwanzig der Grimms an Wigand sind alle erhalten geblieben.
Mit den Grimms teilte Wigand zeitlebens seine Freude am Sammeln und Dokumentieren. So verwundert es nicht, dass er an die fünfzig Volkslieder, die er sich vom Dienstmädchen im Kasseler Elternhaus vorsingen ließ, zur Sammlung „Des Knaben Wunderhorn“ beisteuerte. Mit zahlreichen Dichtern der Romantik pflegte Wigand seine Bekanntschaft: mit den Arnims und Brentanos, mit Friedrich Carl von Savigny, E. T. A. Hoffmann und August Heinrich Hoffmann von Fallersleben.
Auch als Historiker hielt Wigand Kontakt mit Geistesverwandten, er gehörte achtzehn Altertumsvereinen als Mitglied an.
1833 trat Wigand in Wetzlar die Stelle des Stadtgerichtsdirektors an. 1834 gründete er den „Wetzlarer Geschichts- und Altertumsverein“. Zwischen 1840 und 1851 gab er die „Wetzlarischen Beiträge für Geschichte und Rechtsaltertümer“ heraus und veröffentlichte 1854 die „Denkwürdigkeiten für deutsche Staats- und Rechtswissenschaft, gesammelt aus dem Archiv des Reichskammergerichts zu Wetzlar“.
Als Folge der Revolution von 1848 wurde das Wetzlarer Stadtgericht in ein größeres Kreisgericht umgewandelt, für dessen Leitung Wigand nicht in Frage kam, weil ihm das große Staatsexamen fehlte. So nahm er, 62-jährig, seinen Abschied, um sich ganz in seine Gelehrtenstube zurückzuziehen.
1866 starb Paul Wigand in Wetzlar.
Wigands Tochter Pauline (1810–1885) heiratete 1832 den Juristen und Politiker Sylvester Jordan.

## Werke
- [Pseudonym Veit Weber der Jüngere:] Kriegslieder der Deutschen, „Germania“ (Kassel) 1813
- [Anonym:] Der Flußgott Rhein und Noch Jemand. Ein Freudenspiel aus den Tagen der Erlösung. Gegenstück zum Flußgott Niemen und Noch Jemand von A. v. Kotzebue, [Krieger], [Marburg] 1814
- [Pseudonym Paul Treulieb:] Andreas Hofer, Anführer der Tyroler. Vaterländisches Gemählde, Schaefer, 1816
- Geschichte der gefürsteten Reichs-Abtei Corvey und der Städte Corvey und Hoexter, Bohn, Höxter 1819
- Das Femgericht Westphalens. Aus den Quellen dargestellt und mit noch ungedruckten Urkunden erläutert. Ein Beitrag zur deutschen Staats- und Rechtsgeschichte, Schulz und Wundermann, Hamm 1825; 2. Auflage Halle 1893
- Archiv für Geschichte und Altertumskunde Westphalens. Verein für Geschichte und Altertumskunde Westfalens. Hrsg. von Paul Wigand. Meyer, Lemgo 1.1825/26 – 7.1835/38 (Band 1, Band 2, Band 3, Band 4)
- Die Dienste, ihre Entstehung, Natur, Arten und Schicksale. Mit besonderer Rücksicht auf die Geschichtsquellen der Abtei Corvey. Ein Beitrag zur deutschen Staats- und Rechtsgeschichte. Schulz, Hamm 1828
- [Pseudonym Walther Hesse:] Kaiser Conrads Kreuzzug. Romantische Erzählung, Leipzig 1830
- Die Provinzialrechte der Fürstenthümer Paderborn und Corvey in Westphalen nebst ihrer rechtsgeschichtlichen Entwickelung und Begründung. Aus den Quellen dargestellt von Paul Wigand, 3 Bände, Brockhaus, Leipzig 1832 (Digitalisate: Band 1, Band 2, Band 3)
- Die Provinzialrechte des Fürstenthums Minden, der Graffschaften Ravensberg und Rietberg, der Herrschaft Rheda und des Amtes Reckenberg in Westphalen nebst ihrer rechtsgeschichtlichen Entwickelung und Begründung, aus den Quellen dargestellt von Paul Wigand, 2 Bände, Brockhaus Leipzig 1834
- Wetzlar’sche Beiträge für Geschichte und Rechtsalterthümer. Hrsg. von Paul Wigand. Verein für Geschichte und Alterthumskunde / Wigand, Wetzlar 1.1836/40 – 3.1847/51[?]
- Die Corveyschen Geschichtsquellen. Ein Nachtrag zur kritischen Prüfung des Chronicon Corbeiense, Brockhaus, Leipzig 1841 (Digitalisat)
- Traditiones Corbeienses, hrsg. von Paul Wigand, Brockhaus, Leipzig 1843 (Digitalisat)
- Vertheidigung Jordans, Ein Nachtrag zu dessen Selbstvertheidigung, Bassermann, Mannheim 1844 (Digitalisat)
- Das Reichskammergericht und die Hexenprozesse, in: Wetzlar'sche Beiträge für Geschichte und Rechtsaltertümer 3 (1851), S. 73–82
- Denkwürdigkeiten für deutsche Staats- und Rechtswissenschaft, für Rechtsalterthümer, Sitten und Gewohnheiten des Mittelalters, gesammelt aus dem Archiv des Reichskammergerichts zu Wetzlar von Paul Wigand. Nebst einer Denkschrift über Geschichte, Schicksale, Inhalt und Bedeutung jenes Archives, Hirzel, Leipzig 1854 (darin u. a.: Die Hexenprozesse, S. 297–319)
- Denkwürdige Beiträge für Geschichte und Rechtsalterthümer, aus westphälischen Quellen gesammelt und als ein Nachtrag zu seinen früheren Werken für Geschichte Westphalens hrsg. von Paul Wigand, 1858 (Neudruck: Zeller, Osnabrück 1968)
- Lyrisches Album aus dem Lahngau, hrsg. von Paul Wigand, Ricker, Gießen 1858 (Lieder, Gedichte, Elegien, Epigramme und Distichen verschiedener Autoren, darunter Karl Allmenröder, Heinrich Sixt von Armin, Konrad Hofmann von Nauborn und Karl Kohlhauer; die meisten Beiträge aber stammen von Wigand selbst)
- Wetzlar und das Lahnthal mit ihren romantischen Umgebungen und geschichtlichen Denkwürdigkeiten. Ein Führer für Fremde und Einheimische, Rathgeber, Wetzlar 1862
- Denkwürdigkeiten aus einem bescheidenen Leben, nicht gedruckt, in Kassel aufbewahrt